# Saison 2 des Désastreuses Aventures des orphelins Baudelaire
Chronologie
Saison 1 Saison 3
Cet article présente le guide des épisodes de la deuxième saison de la série télévisée américaine Les Désastreuses Aventures des orphelins Baudelaire.

## Synopsis de la saison
Après leurs mésaventures à la scierie Fleurbon-Laubain, les orphelins Baudelaire se retrouvent scolarisés à l'Institut J. Alfred Prufrock. Là-bas, ils vont faire la connaissance des orphelins Beauxdraps dont le sort semble similaire à celui des Baudelaire. 
De son côté, le comte Olaf ne compte pas abandonner son plan de retrouver les orphelins mais surtout, de mettre la main sur leur fortune.

## Généralités
- La saison a été diffusée globalement le 30 mars 2018 dans tous les pays disposant d'un service Netflix.
- Cette saison adapte les volumes cinq à neuf de la série littéraire du même nom de Lemony Snicket : Piège au collège, Ascenseur pour la peur, L'Arbre aux corbeaux, Panique à la clinique et La Fête féroce.

## Distribution

### Acteurs principaux
- Neil Patrick Harris (VF : Vincent Ropion) : Le comte Olaf
- Malina Weissman (VF : Clara Quilichini) : Violette Baudelaire
- Louis Hynes (VF : Kaycie Chase) : Klaus Baudelaire
- Presley Smith (voix : Tara Strong) : Prunille Baudelaire
- Patrick Warburton (VF : Jérémie Covillault) : Lemony Snicket
- K. Todd Freeman (VF : Jean-Louis Faure) : Mr. Arthur Poe
- Avi Lake (VF : Alice Orsat) : Isadora Beauxdraps
- Dylan Kingwell (VF : Jean-Stan DuPac) : Duncan et Quigley Beauxdraps
- Lucy Punch (VF : Véronique Desmadryl) : Esmé Salomon d'Eschemizerre

### Acteurs récurrents
- Usman Ally (VF : Franck Sportis) : Fernald Virelevent / L'Homme aux Crochets
- Matty Cardarople (VF : Christophe Gauzeran) : La Montagne Vivante
- John DeSantis (VF : Grégory Quidel) : L’Homme-Chauve
- Jacqueline Robbins et Joyce Robbins (VF : Denise Metmer) : Les Femmes Poudrées
- Sara Canning (VF : Barbara Beretta) : Jaquelyn Scieszka
- Cleo King (VF : Daria Levannier) : Eleanora Poe
- Patrick Breen (VF : Fabien Briche) : Larry
- Sara Rue (VF : Caroline Victoria) : Olivia Caliban
- Nathan Fillion (VF : Guillaume Orsat) : Jacques Snicket

### Acteurs par opus
1. Acteurs apparaissant dans plusieurs opus
  - Malcolm Stewart : M. Remora (Piège au collège et La Fête féroce)
  - BJ Harrison (VF : Marie-Martine (actrice)) : Mme Bass (Piège au collège et La Fête féroce)
2. Piège au collège
  - Roger Bart (VF : Philippe Peythieu) : le proviseur-adjoint Nero
  - Kitana Turnbull (VF : Cerise Calixte) : Carmélita Spats
  - Bronwen Smith : Mme Tench
3. Ascenseur pour la peur
  - Tony Hale (VF : Thierry Ragueneau) : Jérôme Salomon d'Eschemizerre
  - Sage Brocklebank (VF : Fabrice Josso) : le réceptionniste
  - Darcey Johnson : le conducteur de tramway
4. L'Arbre aux corbeaux
  - Ithamar Enriquez : Hector
  - Mindy Sterling : Anabelle
  - Carol Mansell : Jemma
  - Ken Jenkins : Sam
  - Lossen Chambers : Mme Morrow
  - Kevin Chamberlin : l'homme en pantalon à carreaux
5. Panique à la clinique
  - David Alan Grier (VF : Benoît Allemane) : Hal
  - Kerri Kenney-Silver (VF : Blanche Ravalec) : Babs
  - John Bobek (VF : Valéry Schatz) : le volontaire barbu
  - Lauren McGibbon : la volontaire blonde
  - Serge Houde : Milt
  - Gabe Khouth : Lou
  - Dave Hurtubise : Mr Sirin
6. La Fête féroce
  - Robbie Amell (VF : Stéphane Miquel) : Kevin
  - Kevin Cahoon : Hugo
  - Bonnie Morgan (VF : Sophie Riffont) : Colette
  - David Burtka : Mr Willums
  - Jill Morrison : Mme Willums
  - Harper Burtka-Harris : Trixie Willums
  - Gideon Burtka-Harris : Skip Willums
  - Barry Sonnenfeld : Ike Siffloti
  - Allison Williams : la femme inconnue  (Kit Snicket)
  - Luke Camilleri : Gustav Sebald
  - Aasif Mandvi (VF : Marc Saez) : Le professeur Montgomery « Oncle Monty » Montgomery
  - Alfre Woodard (VF : Maïk Darah) : Tante Joséphine
  - Catherine O'Hara (VF : Martine Irzenski) : Dr Georgina Orwell

## Épisodes

### Épisode 1:Piège au collège: Partie 1
- : 30 mars 2018 sur Netflix

- Roger Bart : le proviseur-adjoint Nero
- Kitana Turnbull (VF : Cerise Calixte) : Carmélita Spats
- Bronwen Smith : Mme Tench
- Malcolm Stewart : Mr Remora
- BJ Harrison : Mme Bass

### Épisode 2:Piège au collège: Partie 2
- : 30 mars 2018 sur Netflix

- Roger Bart : le proviseur-adjoint Nero
- Kitana Turnbull (VF : Cerise Calixte) : Carmélita Spats
- Bronwen Smith : Mme Tench
- Malcolm Stewart : Mr Remora
- BJ Harrison : Mme Bass

### Épisode 3:Ascenseur pour la peur: Partie 1
- : 30 mars 2018 sur Netflix

- Tony Hale : Jérôme Salomon d'Eschemizerre
- Sage Brocklebank (VF : Fabrice Josso) : le réceptionniste
- Darcey Johnson : le conducteur de tramway

### Épisode 4:Ascenseur pour la peur: Partie 2
- : 30 mars 2018 sur Netflix

- Tony Hale : Jérôme Salomon d'Eschemizerre

### Épisode 5:L'Arbre aux corbeaux: Partie 1
- : 30 mars 2018 sur Netflix

- Ithamar Enriquez : Hector
- Mindy Sterling : Anabelle
- Carol Mansell : Jemma
- Ken Jenkins : Sam
- Lossen Chambers : Mme Morrow
- Kevin Chamberlin : l'homme en pantalon à carreaux

### Épisode 6:L'Arbre aux corbeaux: Partie 2
- : 30 mars 2018 sur Netflix

- Ithamar Enriquez : Hector
- Mindy Sterling : Anabelle
- Carol Mansell : Jemma
- Ken Jenkins : Sam
- Lossen Chambers : Mme Morrow
- Kevin Chamberlin : l'homme en pantalon à carreaux

### Épisode 7:Panique à la clinique: Partie 1
- : 30 mars 2018 sur Netflix

- David Alan Grier : Hal
- Kerri Kenney-Silver : Babs
- John Bobek : le volontaire barbu
- Lauren McGibbon : la volontaire blonde
- Serge Houde : Milt
- Gabe Khouth : Lou

### Épisode 8:Panique à la clinique: Partie 2
- : 30 mars 2018 sur Netflix

- David Alan Grier : Hal
- Kerri Kenney-Silver : Babs
- John Bobek : le volontaire barbu
- Lauren McGibbon : la volontaire blonde
- Dave Hurtubise : M. Sirin

### Épisode 9:La Fête féroce: Partie 1
- : 30 mars 2018 sur Netflix

- Robbie Amell : Kevin
- Kevin Cahoon : Hugo
- Bonnie Morgan : Colette
- David Burtka : M. Willums
- Barry Sonnenfeld : Ike Siffloti
- Luke Camilleri : Gustav Sebald
- Aasif Mandvi (VF : Marc Saez) : Le professeur Montgomery « Oncle Monty » Montgomery
- Alfre Woodard (VF : Maïk Darah) : Tante Joséphine
- Catherine O'Hara (VF : Martine Irzenski) : Dr Georgina Orwell

### Épisode 10:La Fête féroce: Partie 2
- : 30 mars 2018 sur Netflix

- Robbie Amell : Kevin
- Kevin Cahoon : Hugo
- Bonnie Morgan : Colette
- David Burtka : M. Willums
- Jill Morrison : Mme Willums
- Harper Burtka-Harris : Trixie Willums
- Gideon Burtka-Harris : Skip Willums
- Malcolm Stewart : Mr Remora
- BJ Harrison : Mme Bass
- Allison Williams : la femme inconnue